# Infraestrutura de linguagem comum
A Common Language Infrastructure ou CLI é uma especificação aberta (ECMA-335 e ISO/IEC 23271) desenvolvida pela Microsoft que descreve o código executável e ambiente runtime que forma o core da Microsoft .NET Framework e das implementações Mono e Portable.NET.
A especificação define um ambiente que permite a utilização de múltiplas linguagens de alto nível em diferentes plataformas sem a necessidade de serem reescritas para uma arquitetura específica.

Common Language Infrastructure (CLI)

## Licenciamento
Em Agosto de 2000, a Microsoft, Hewlett-Packard, Intel e outras entidades trabalharam na estandarização da CLI. Em Dezembro de 2001, foi ratificada pela ECMA, seguindo-se a ISO em Abril de 2003. A Microsoft e seus parceiros detêm as patentes da CLI.
Em Julho de 2009 a Microsoft aplicou o C# e CLI sob Community Promise, que, em algumas situações, protege os desenvolvedores de software das patentes de software da Microsoft.

## Implementações
- A .NET Framework foi construída sobre o Common Language Runtime, a implementação comercial CLI da Microsoft para computadores de mesa e servidores - inclui uma larga coleção de bibliotecas para programadores.

- Shared Source Common Language Infrastructure (SSCLI) é uma implementação da CLI disponível sob a licença Shared source.

- .NET Compact Framework é uma implementação comercial CLI da Microsoft para dispositivos portáteis e para a Xbox 360.

- Microsoft Silverlight é uma implementação para web browsers - para Microsoft Windows e Mac OS X.

- Mono Development Platform é uma implementação CLI open source, patrocinada pela Novell.

- Portable.NET, é parte do projeto dotGNU, uma implementação ECMA-335 pela Free Software Foundation.

- VMKit é parte do toolkit Low Level Virtual Machine desde a versão 2.3. Baseado nas bibliotecas da DotGNU e Portable.NET.